# ذراع الردم (حالمين)

تعديل مصدري - تعديل

ذراع الردم هي إحدى قرى عزلة حبيل الريدة بمديرية حالمين التابعة لمحافظة لحج، بلغ تعداد سكانها 77 نسمة حسب تعداد اليمن لعام 2004.